# Bắc Đồn, Đài Trung
Bắc Đồn (tiếng Trung: 北屯區; bính âm: Běitún Qū; Wade–Giles: Pei-t'un Ch'ü) là một khu (quận) của thành phố Đài Trung, Trung Hoa Dân Quốc (Đài Loan). Đây là quận có diện tích lớn nhất tại khu vực đô thị của thành phố và được coi là một nơi bán đô thị hóa. Đỉnh núi cao nhất tại Đài Trung nằm trên địa bàn Bắc Đồn (859 m). Bắc Đồn có diện tích 62,7034 km², dân số tháng 8 năm 2011 là 249.073 người, mật độ dân cư đạt 3972,2 người/km².